# Hehlerei
Die Hehlerei ist ein Straftatbestand, der in verschiedenen Rechtsordnungen enthalten ist. Mit dem Begriff der Hehlerei stehen Handlungen in Verbindung, die eine einmal begründete rechtswidrige Besitzlage an einer Sache, etwa durch Diebstahl, aufrechterhalten und verstärken. Klassischerweise ist Hehlerei insbesondere das Weiterverkaufen von Gegenständen, obwohl jemand weiß, dass diese gestohlen wurden. 
Im deutschsprachigen Raum wird der Straftatbestand in Deutschland durch § 259 StGB, in der Schweiz durch Art. 160 StGB und in Österreich durch § 164 StGB geregelt.